# Rabkor (album)
Rabkor (ros. Рабкор) – dwunasty album studyjny białoruskiego zespołu rockowego Lapis Trubieckoj, którego premiera odbyła się 1 maja 2012 roku w serwisie Yandex Muzyka. Jak zapowiadał lider zespołu Siarhiej Michałok, płyta ma być najostrzejszym i najbardziej buntowniczym albumem w historii grupy.

## Nazwa
Nazwa płyty oraz tytułowej piosenki może mieć wiele znaczeń. Michałok po wydaniu albumu tłumaczył:
Rabkor z jednej strony brzmi jak nazwa stylu muzycznego, analogicznego do hardcore'u. To taka muzyka niewolników, którzy wstali z kolan. Z drugiej strony, rabkor to skrót od określenia raboczij koriespondient. Będziemy się teraz zajmować właśnie muzycznym dziennikarstwem dotyczącym najnowszych wydarzeń. 

## Lista utworów
| Nr  | Tytuł utworu                        | Oryginalna pisownia tytułu    | Długość |
| --- | ----------------------------------- | ----------------------------- | ------- |
| 1.  | „Intro”                             | «Интро»                       | 1:13    |
| 2.  | „Nie być skotam” (sł. Janka Kupała) | «Не быць скотам»              | 2:36    |
| 3.  | „Rabkor”                            | «Рабкор»                      | 3:15    |
| 4.  | „Cmok dy aroł”                      | «Цмок ды арол»                | 3:19    |
| 5.  | „Putinaroda”                        | «Путинарода»                  | 3:31    |
| 6.  | „Bronienosiec (Ty ni pri czom?)”    | «Броненосец (Ты ни при чём?)» | 3:33    |
| 7.  | „Liliput”                           | «Лилипут»                     | 3:59    |
| 8.  | „Majesz jajcy?!”                    | «Маеш яйцы?!»                 | 2:48    |
| 9.  | „Ubiej raba!”                       | «Убей раба!»                  | 2:48    |
| 10. | „Panas”                             | «Панас»                       | 2:31    |
| 11. | „Żeleznyj”                          | «Железный»                    | 3:16    |
| 12. | „Lyapis Crew”                       |                               | 3:04    |
|     |                                     |                               | 35:53   |

## Twórcy
- Siarhiej Michałok – wokal
- Pawieł Bułatnikau – wokal, tamburyn
- Rusłan Uładyka – gitara
- Dzianis Sturczanka – gitara basowa
- Uładzisłau Sienkiewicz – trąbka, chórki
- Iwan Hałuszka – puzon, chórki
- Dzianis Szurau – perkusja